# El dios del bit
El dios del bit es una historieta creada por Jan en 2001, perteneciente a su serie de Superlópez. Constituyó el primer álbum de la serie en el que Jan usó el ordenador para colorear. Asimismo, se trata de la última historieta de Superlópez que cuenta con un 62 páginas, pues a partir de la siguiente, El caserón fantasma, la extensión de los álbumes se recortó hasta únicamente 48 páginas.

## Trayectoria editorial
La historieta se publicó directamente en formato álbum de historietas para el número 37 de la colección Olé, en Ediciones B, así como en tapa dura para el tomo recopilatorio n.º 8 de Súper Humor Superlópez.

## Sinopsis
La aventura comienza con el lanzamiento de un satélite al espacio. Dicho satélite permitirá ver nuevos canales de televisión.
Con la nueva televisión a punto, Luisa, cuyo sueño es ser actriz, se presenta en los estudios, ya que se necesitaban actores. Le acompaña Juan, el alter ego de Superlópez. Este intenta disuadir a Luisa de que se presentara, ya que había una cola kilométrica. Luisa no cede, pero tras un rato sufre un desmayo al no haber desayunado. Juan acude a la máquina de donuts, pero se topa con que Refuller D'abastos estaba pegando a un chico. El chico era Nasty.com, quien había desarrollado la nueva televisión. Juan entra en la pelea como Superlópez, defendiendo a Nasty de Refuller. Para colmo, los guardaespaldas de Refuller fríen a balazos a Superlópez, aunque esto no le provoca un daño especial. Al final llega el inspector Hólmez y resuelve la pelea, tras lo cual Juan vuelve a casa.
Ya en su casa suena el teléfono. Resulta ser Luisa, a quien han contratado como actriz porque en el tiroteo todos los apirantes huyeron, salvo ella, que se desmayó. La nueva televisión está causando furor, y sus anuncios también. Luisa hace una actuación lamentable en ellos, pero aun así la gente compra todo lo anunciado, por lo que Juan se huele que hay algo raro. De pronto un grito se oye en la escalera. Superlópez entra en la casa donde se ha oído el grito, y descubre que hay un señor deformándose al apagar la tele. Superlópez comprende que en la nueva televisión hay un invento que hipnotiza a la gente. Entonces destruye el satélite y la antena de la Nasty TV logrando así detener el ingenio.